# Chuck Courtney
Pour les articles homonymes, voir Courtney.
Chuck Courtney est un acteur et producteur américain, né le 23 juillet 1930 à Los Angeles, en Californie, et décédé le 19 janvier 2000 à North Hollywood (États-Unis).

## Filmographie

### comme acteur
- 1950 : Stars in my Crown : Jed Isbell
- 1950 : Quand la ville dort (The Asphalt Jungle) de John Huston : Red, boy in diner
- 1950 : Louisa : Delivery Boy
- 1950 : Hit Parade of 1951
- 1952 : Francis Goes to West Point (en) : Plebe
- 1952 : L'Intrépide (Fearless Fagan)
- 1952 : Back at the Front
- 1952 : It Grows on Trees : Paper Man
- 1953 : Born to the Saddle (en) : Billy Walton
- 1953 : Cow Country : Tom
- 1953 : The Affairs of Dobie Gillis : Student
- 1953 : Les Yeux de ma mie  (Walking My Baby Back Home) : Bit Role
- 1954 : Two Guns and a Badge : Val Moore, Outlaw
- 1955 : Ce n'est qu'un au revoir (The Long Gray Line) : Whitey Larson
- 1955 : On ne joue pas avec le crime (5 Against the House) : Boy
- 1955 : Le Doigt sur la gâchette (At Gunpoint) : Horseman
- 1956 : Meet Me in Las Vegas
- 1956 : Corky and White Shadow (série TV) : Nevada Kid
- 1956 : Brisants humains (Away All Boats) : Helmsman
- 1956 : Thé et sympathie (Tea and Sympathy) : Boy in Soda Fountain
- 1956 : La Loi du Seigneur (Friendly Persuasion) : Reb Courier
- 1957 : Teenage Thunder (en) : Johnnie Simpson
- 1958 : Teenage Monster (en) : Marv Howell
- 1958 : The Lineup : Boy
- 1958 : Comme un torrent (Some Came Running) : Parkman Hotel clerk
- 1960 : Spartacus : Soldier
- 1966 : Billy the Kid contre Dracula (Billy the Kid versus Dracula) : William 'Billy the Kid' Bonney
- 1966 : El Dorado de Howard Hawks : Jared MacDonald
- 1967 : Code Name: Heraclitus (en) (TV)
- 1968 : Les Mystères de l'Ouest (The Wild Wild West), (série TV) - Saison 4 épisode 15, La Nuit de la Terreur ailée - 1re partie (The Night of the Winged Terror - Part 1), de Marvin J. Chomsky : Zack Brass
- 1968 : Star Trek (série) : épisode Fraternitaire : Davod
- 1968 : Le Virginien (TV) saison 6 épisode 25 (La décision) : Carmody
- 1969 : Le Virginien (TV) saison 7 épisode 18 (The price of love) : Lafe
- 1969 : Le Virginien (TV) saison 8 épisode 03 (Halfway back from hell) : Taper
- 1970 : Rio Lobo : Chuck
- 1972 : Les Cowboys (The Cowboys) : Rustler
- 1973 : Santee : Grayson
- 1976 : Soudain... les monstres (The Food of the Gods) : Davis
- 1976 : Chewing gum rallye de Charles Bail (en) : Motorcycle Rider
- 1977 : Sudden Death (en) d'Eddie Romero
- 1986 : Assassin (TV) : Corridor agent
- 1989 : Simetierre (Pet Sematary) : Bill Baterman
- 1990 : Peacemaker (en) : Patrolman
- 1991 : Rich Girl : Policeman #1

### comme producteur
- 1975 : Murph the Surf (en) de Marvin J. Chomsky
- 1979 : The Great Monkey Rip-Off